# Onitis lognia
Onitis lognia är en skalbaggsart som beskrevs av Moretto 2007. Onitis lognia ingår i släktet Onitis och familjen bladhorningar. Inga underarter finns listade i Catalogue of Life.